# Monasterio de San Bernabé
El monasterio de San Bernabé es un edificio religioso situado cerca de Famagusta, en la República Turca del Norte de Chipre.
Consta de una iglesia, una serie de salas monásticas y una capilla que contiene una tumba que se atribuye al apóstol Bernabé. Desde 1991, el uso de la mayor parte del monasterio es de museo. Un sector del mismo conserva iconos y otra parte alberga restos arqueológicos. 

## Historia
La construcción del primer monasterio se realizó en el siglo V y se conocen algunos detalles sobre él por un texto de Alejandro de Chipre. Este primer monasterio contó con la financiación del emperador Zenón. Originalmente se trataba de una basílica de tres naves con un nártex, dos ábsides y un techo de madera, que contaba con un patio, además de las estancias de los monjes que fueron construidas en torno al patio y otras estancias cuyo fin era albergar a los visitantes. También se construyó un acueducto para traer agua. El monasterio fue destruido a consecuencia de las incursiones árabes del siglo VII pero se reconstruyó, ya con el techo abovedado. La iglesia actual tiene su origen en el siglo IX, pero ha sufrido numerosas reformas, principalmente en el siglo XVIII. Tiene forma de cruz y cuenta con dos cúpulas.
En 1916 se construyó el edificio del ala este del monasterio y se abrió una entrada y ventanas en el muro del sur. Los daños que provocó un terremoto que tuvo lugar en 1941 fueron reparados en 1962. Por otra parte, en 1953 se renovó el mausoleo que alberga la tumba de Bernabé y en 1958 se construyó el campanario. Los últimos monjes que vivieron en el monasterio permanecieron en él hasta 1976. Algunas fuentes indican que  lo abandonaron, pero otras señalan que fueron expulsados debido a que la zona pasó a ser controlada por los turcos a raíz de la invasión de 1974.

## Tumba y manantial

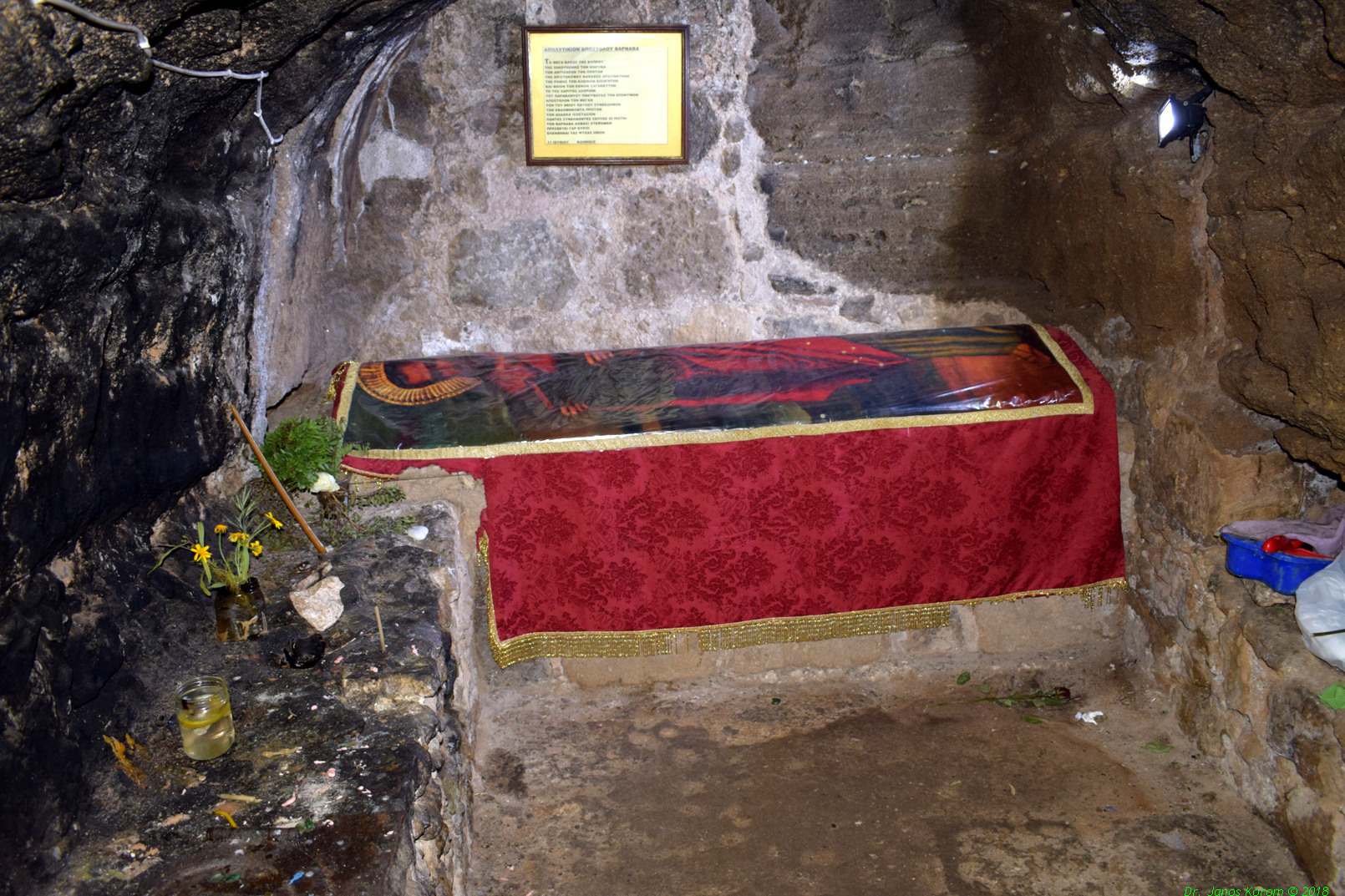
Tumba del apóstol Bernabé.

En las proximidades del monasterio hay una capilla, construida en 1954 tras la demolición de una capilla anterior. Una escalera conduce hasta una cripta, que consta de dos cavidades. Una de ellas está vacía y en la otra hay un sepulcro de época romana donde supuestamente fue enterrado el apóstol Bernabé. Se atribuyen propiedades curativas al agua de un manantial que surge de un pozo cavado junto al arcosolio derecho de la cripta. Este sepulcro fue visitado por los peregrinos a lo largo de toda la historia y contaba con frescos en las paredes, de los que solo quedan minúsculos fragmentos.

## Iconos y frescos
En la iglesia se pintaron, en el siglo XX, varios frescos que resumen las circunstancias en las que fue construida la iglesia: la tradición cuenta que el apóstol Bernabé se apareció en sueños al obispo Antemio en el año 478 y le informó del lugar en el que se había sido enterrado. El obispo encontró los restos, junto con un Evangelio de Mateo en el pecho. LLevó el evangelio a Constantinopla y lo donó al emperador Zenón. Este decidió otorgar unos privilegios a Antemio mediante los cuales el obispo podría llevar un manto púrpura, portar un cetro imperial y firmar con tinta roja. Como consecuencia, la iglesia ortodoxa de Chipre se convirtió en autocéfala.
Por otra parte, el monasterio alberga una serie de iconos, aunque se cree que los antiguos iconos que había en el iconostasio, así como otros tesoros artísticos, desaparecieron.

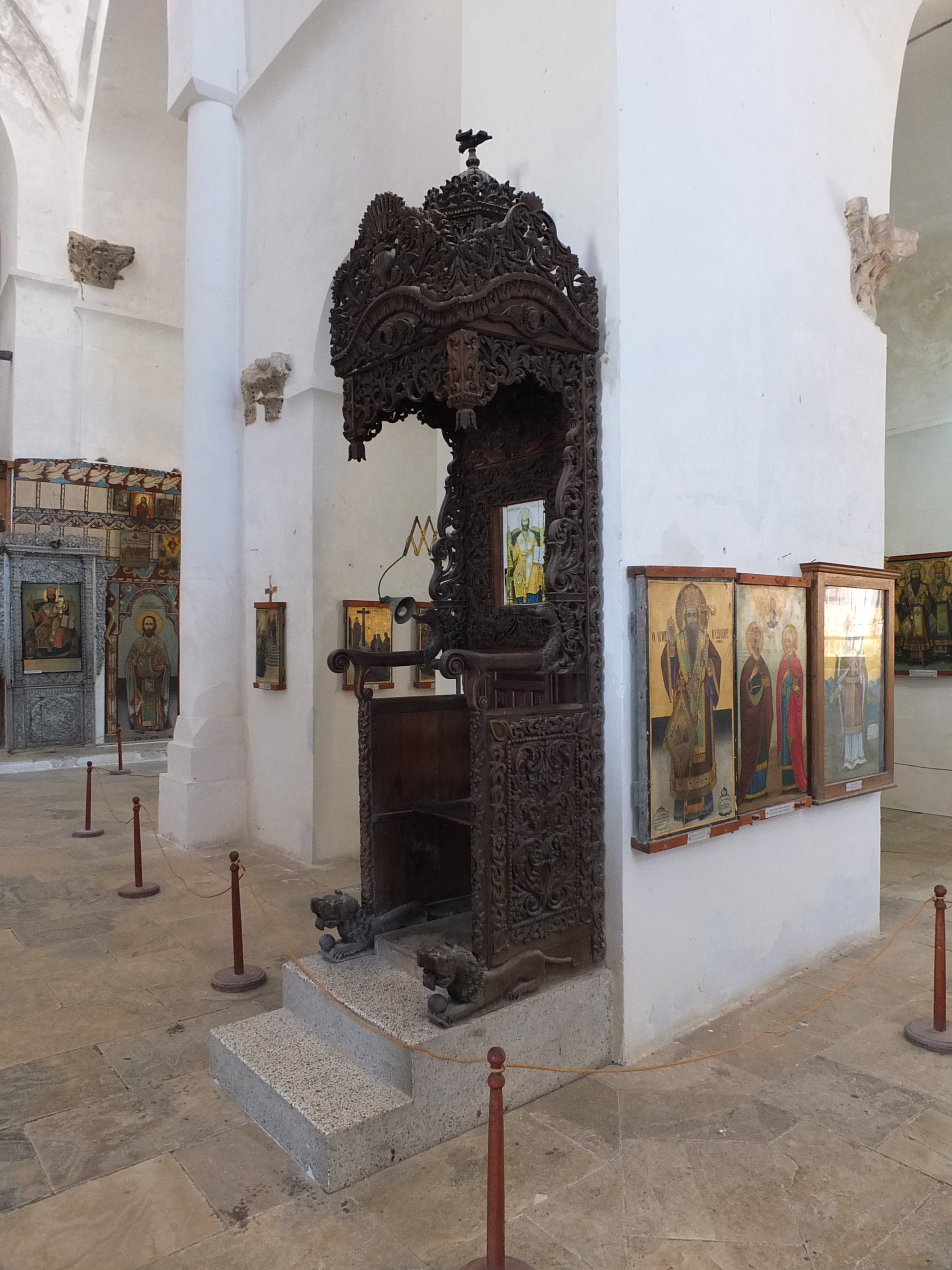
Un sector del museo de iconos
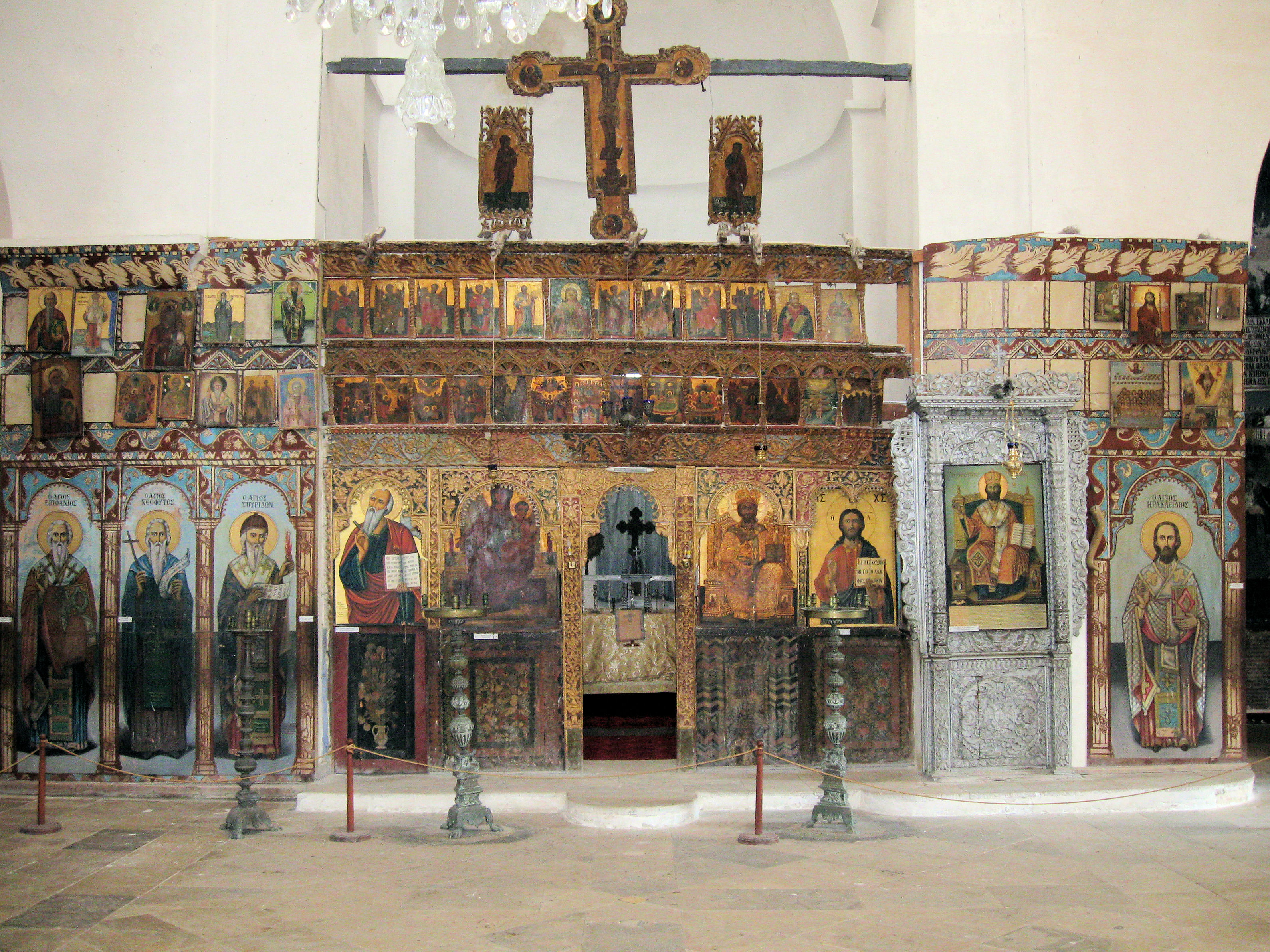
Iconostasio
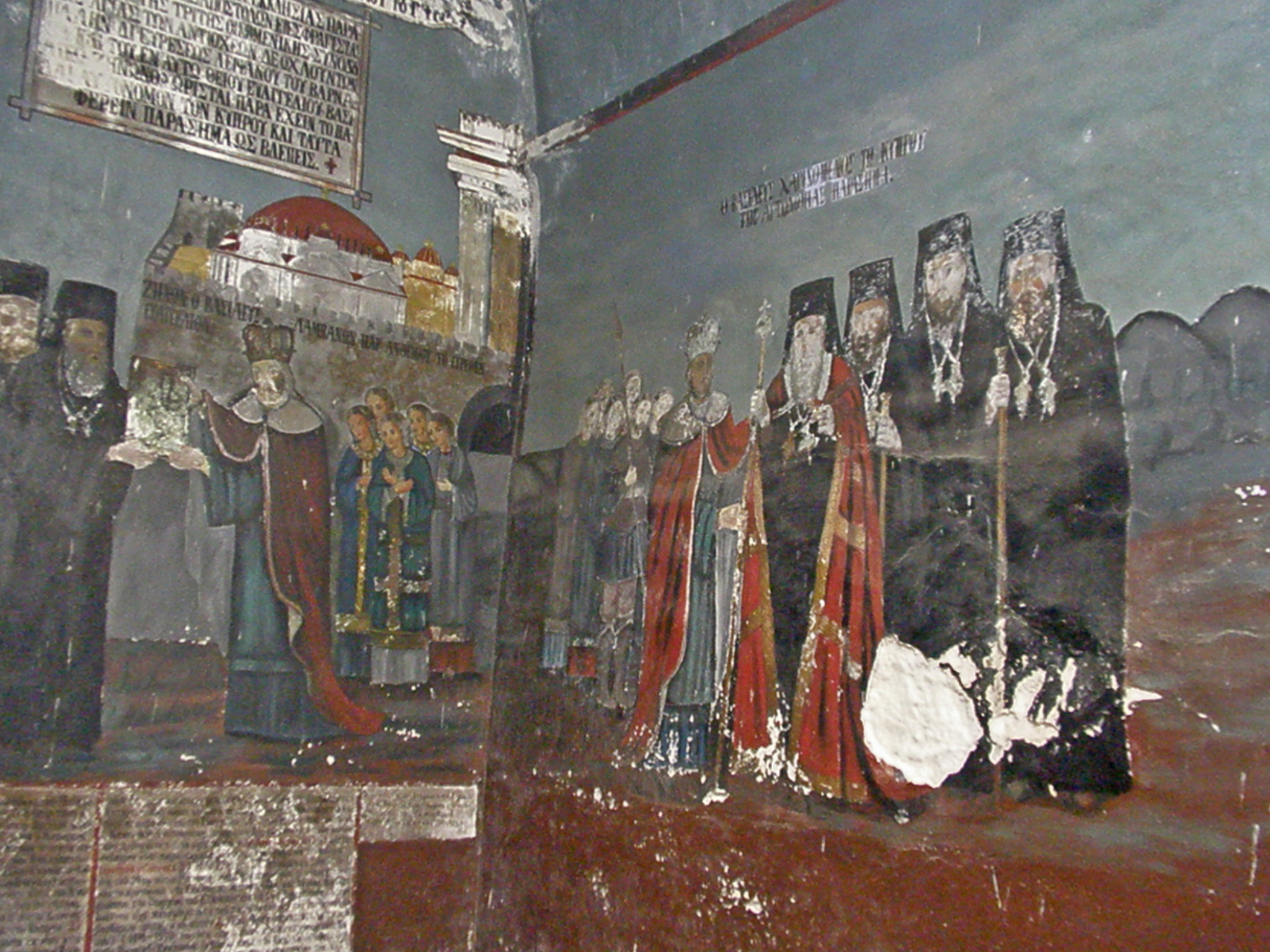
Dos de los frescos que muestran la tradición sobre la construcción del monasterio

## Museo arqueológico
En el área se encontraba la antigua ciudad de Salamina, que tuvo una notable importantancia durante  gran parte de la antigüedad. El sector del monasterio destinado a museo arqueológico alberga restos que abarcan desde el Neolítico hasta el periodo bizantino y que incluyen piezas de la Edad del Bronce, de los periodos históricos griegos y de la época romana. 

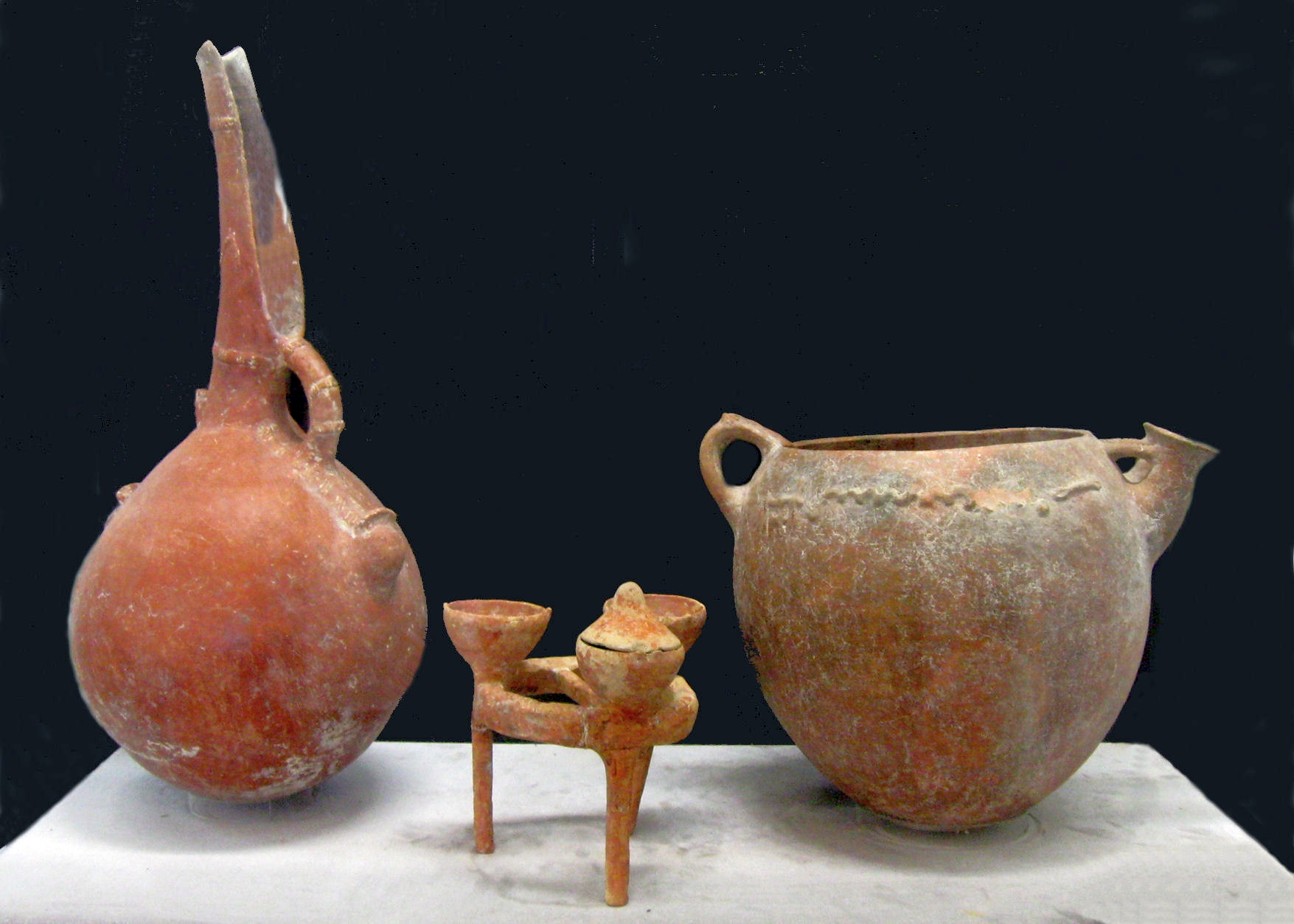
Cerámica de la Edad del Bronce (hacia 2300-2075 a. C.)
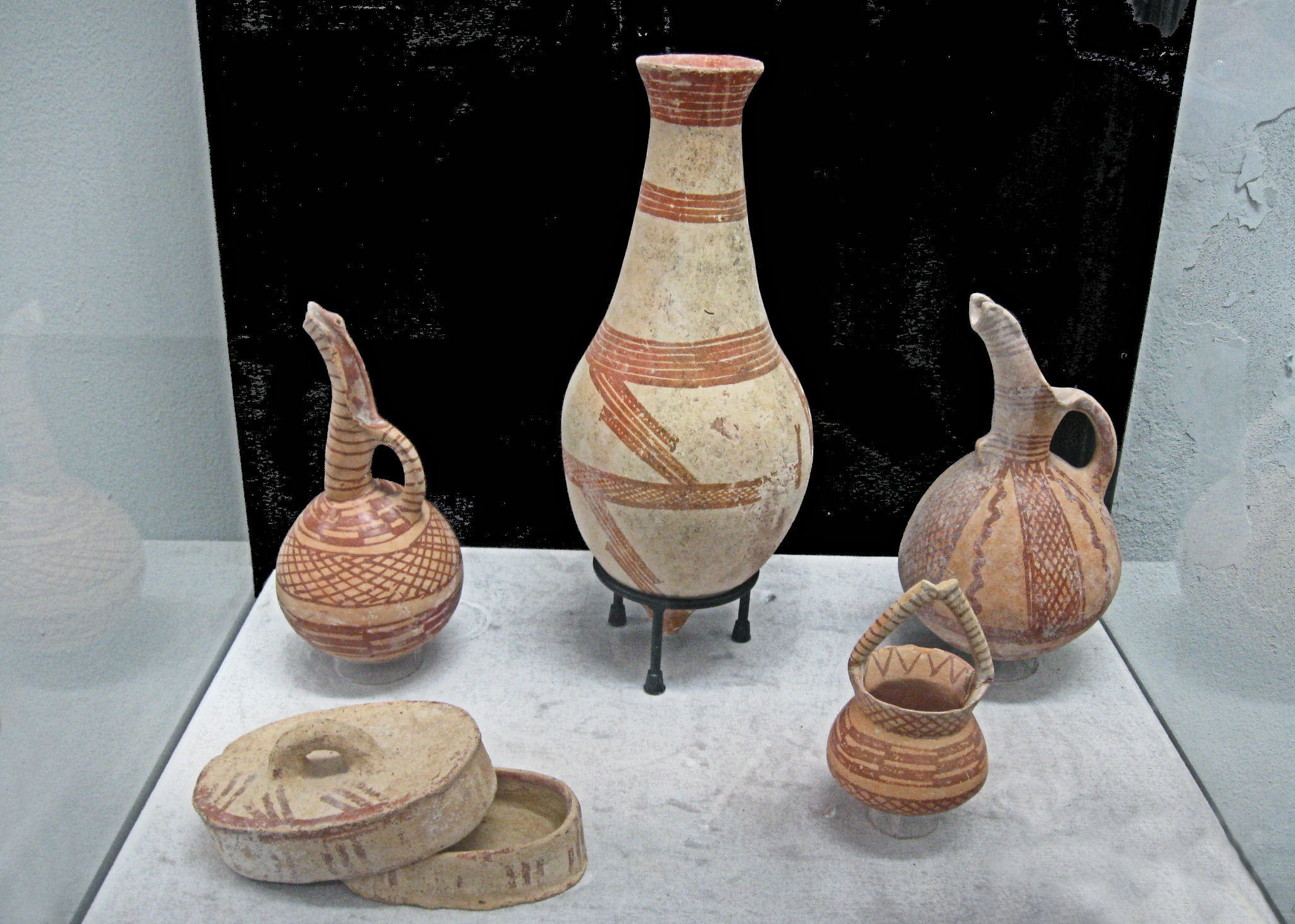
Cerámica de la Edad del Bronce (hacia 1900-1625 a. C.)
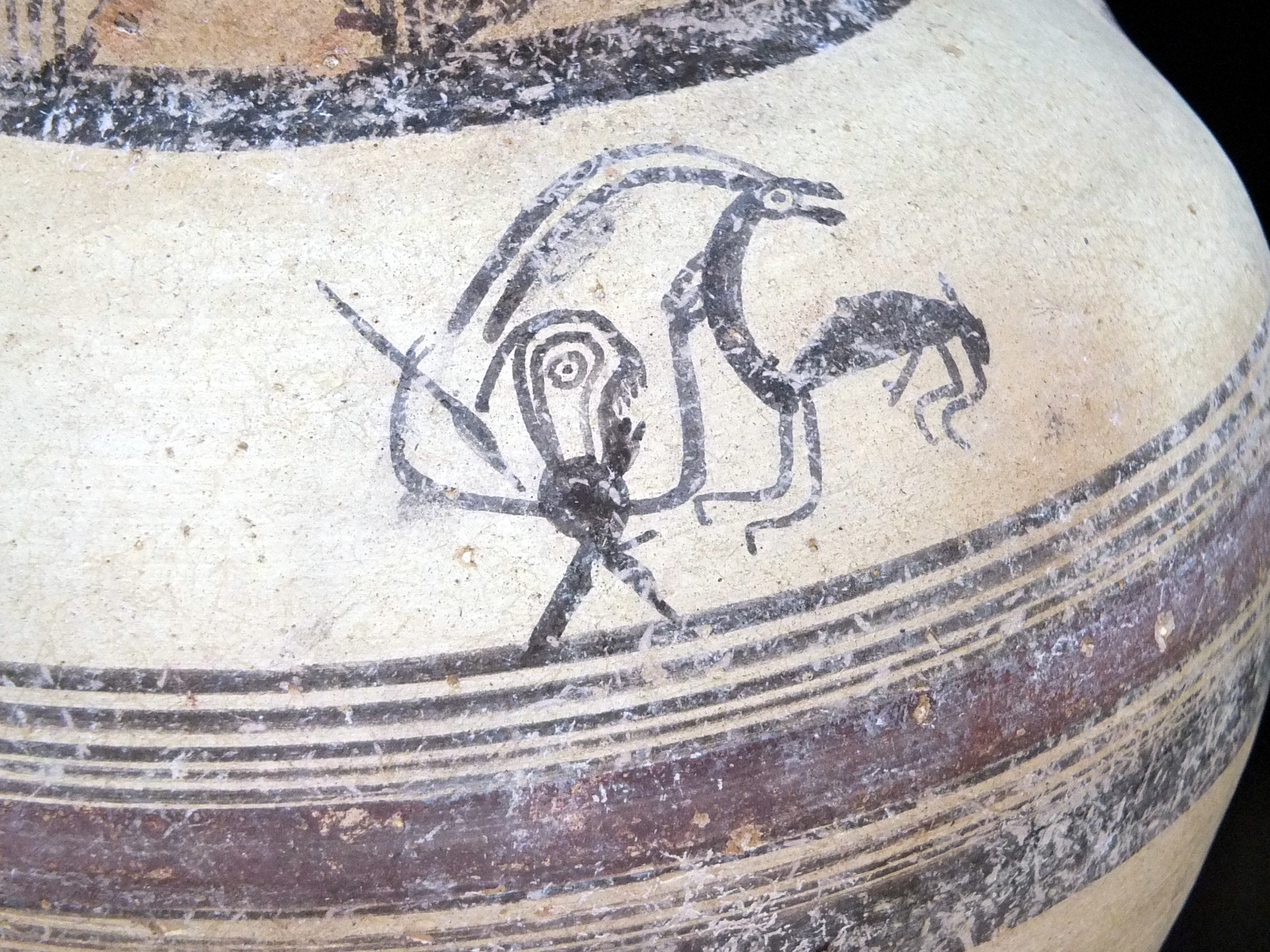
Pieza de cerámica de la época arcaica (850-750 a. C.)